# Mycetophila laninensis
Mycetophila laninensis är en tvåvingeart som beskrevs av Duret 1981. Mycetophila laninensis ingår i släktet Mycetophila och familjen svampmyggor. Inga underarter finns listade i Catalogue of Life.